# Tatraea dumbirensis
Tatraea dumbirensis (Velen.) Svrček – gatunek grzybów z rzędu tocznikowców (Helotiales).

## Systematyka i nazewnictwo
Pozycja w klasyfikacji według Index Fungorum: Tatraea, Helotiaceae, Helotiales, Leotiomycetidae, Leotiomycetes, Pezizomycotina, Ascomycota, Fungi.
Po raz pierwszy takson ten zdiagnozował w roku 1934 Josef Velenovský, nadając mu nazwę Helotium dumbirense. Obecną, uznaną przez Index Fungorum, nazwę nadał mu w roku 1993 Mirko Svrček. 
Synonimy naukowe:
- Ciboria dumbirensis (Velen.) Spooner 1988
- Helotium dumbirense Velen. 1934
- Lanzia dumbirensis (Velen.) Wöldecke 1998

Owocniki typu apotecjum na trzonku lub siedzące. Pojedynczy ma kieliszkowaty kształt, średnicę około 3–7 mm i trzon o wysokości 1-3 mm. Wraz z trzonem osiąga wysokość do 10 mm. Brzeżek owocnika zbudowany z kulistych, nieregularnych, bladobrązowych komórek o szerokości 120–160 µm. Owocniki najczęściej występują w grupach. Hymenium ma spłaszczony, nieregularny miseczkowaty kształt z wyraźnym brzegiem. Powierzchnia gładka, biaława, przez  szary do fioletowo-brązowego, zewnętrzna strona oprószona do puszystej.
Cechy mikroskopowe
Worki cylindryczne, unitunikowe, 8-zarodnikowe, w górnej części zazwyczaj mniej lub bardziej ścięte, amyloidalne, z pierścieniem wierzchołkowym. Mają rozmiar około 120–200 × 11–13 µm. Wstawki cylindryczne, przegrodowe, prawie nigdy nie pogrubione i czasami lekko pofalowane na wierzchołku, szerokie 2–2,5 µm, z refrakcyjnymi kroplami. Zarodniki o kształcie zakrzywionej elipsoidy do prawie przecinka. Gładkie, szkliste (hialinowe). Zawierają wiele kropel i mają wymiary 16–28 × 5–8,5 µm. Są jednokomórkowe, ale czasami w bardzo dojrzałych zarodnikach występuje pojedyncza septa.

## Występowanie i siedlisko
Występuje jesienią na zgniłym  drewnie zwalonych pni lub gałęziach drzew liściastych, rzadko iglastych. Wydaje się, że preferuje buki (Fagus) jako podłoże, ale znaleziono go również na innych drzewach liściastych – jesionach (Fraxinus), brzozach (Betula), jarzębach (Sorbus), wiśni (Prunus avium) i na jodłach (Abies). W Czechach, na Morawach i na Słowacji występuje w starych dziewiczych lasach bukowych w górach, ale także na niższych wysokościach w mieszanych lasach liściastych. Ich występowanie stwierdzono w Austrii, Danii, Chorwacji, Czarnogórze, Francji, Niemczech, Norwegii, Hiszpanii, Szwecji, Szwajcarii, Wielkiej Brytanii i Włoszech. W Polsce stwierdzono jego stanowiska na Babiej Górze w górnej granicy lasu. Znajduje się na czerwonych listach Austrii, Chorwacji, Szwecji i Wielkiej Brytanii.